# Fala górska

Chmura Lenticularis (najbliższa, po lewej stronie) - element fali górskiej.

schemat przepływu powietrza i miejsca powstawania chmur.

Fala górska – fale atmosferyczne powstające po zawietrznej stronie gór, gdy prąd powietrza przepływa nad pasmem górskim.
Gdy powietrze przepływa nad pasmem górskim, za pasmem górskim występuje szereg zjawisk prowadzących do wzbudzenia się fal w atmosferze. W miejscach gdzie wznosząca się fala powietrza przekracza punkt rosy, tworzą się charakterystyczne chmury o kształcie przypominającym soczewkę (Altocumulus lenticularis). Za górą tworzy się jeden, a w sprzyjających okolicznościach kilka obszarów, w których powietrze krąży, tak zwany rotor. W obszarze wznoszącym rotora, czyli od strony gór, powstają chmury typu cumulus. W większej odległości od gór, gdy napływające powietrze jest nieznacznie cieplejsze od znajdującego się niżej, tworzą się chmury układające się w faliste wzory. 
Fala górska jest niebezpieczna dla lotnictwa, jest też często wykorzystywana w szybownictwie (lot falowy).